# St. Francis College
St. Francis College es una universidad privada, católica, situada en Brooklyn, New York, Estados Unidos. Fue fundada en 1859 como St. Francis Academy por los frailes Franciscanos, siendo la primera escuela privada en la diócesis de Brooklyn.
Hoy en día, hay más de 2.400 estudiantes de 80 países que están inscritos en la escuela. St. Francis College ha sido clasificado por el New York Times como una de las universidades más diversas en los Estados Unidos. La universidad también ha sido clasificado por las revistas Forbes y U.S. News & World Report como uno de los mejores colleges en la región norte de los EE. UU.

## Deportes
Los equipos deportivos de la universidad, denominados St. Francis Terriers, compiten en la Northeast Conference de la División I de la NCAA.